# Angelo Gelsomini
Angelo Gelsomini (ur. 27 września 1932 w Otricoli, zm. 8 kwietnia 2021 w Terni) – włoski zapaśnik walczący w stylu wolnym. Olimpijczyk z Rzymu 1960, gdzie zajął 21. miejsce w kategorii do 62 kg.